# Джиу-джитсу
Джиу-джитсу, или джиу-джицу, по системе транслитерации Поливанова дзюдзю́цу (яп. 柔術 [дзю:дзюцу]о файле ← 柔 [дзю] «мягкий, гибкий, податливый, уступчивый» + 術 [дзюцу] «техника, способ»; дословно — «искусство мягкости») — общее название, применяемое для японских боевых искусств, включающих в себя техники работы с оружием и без него; искусство рукопашного боя, основным принципом которого является «мягкая», «податливая» техника движений. Самое раннее зарегистрированное использование слова «джиу-джитсу» произошло в 1530-х годах и было придумано Хисамори Тенэнучи, когда он официально основал первую школу джиу-джитсу в Японии.

## История
Выделяют следующие этапы в предыстории дзю-дзюцу:
- Истоки. Легенды прослеживают начало японской традиции рукопашного боя от поединка Номи-но Сукунэ с Тайма-но Кэхая якобы ещё в 230 году до н. э.:

«Мужи встали супротив друг друга. Оба подняли ноги и пнули друг друга. И Номи-но Сукунэ сломал ударом рёбра Кэхая, и ещё раз ударил и сломал ему поясницу, и так убил его. Посему земля Тайма-но Кэхая была захвачена и целиком отдана Номи-но Сукунэ»
— мифологическо-летописный свод «Нихонги» 720 год н.э.
- Сумо. Победитель в этом поединке Номи-но Сукунэ считается легендарным основателей сумо, а с 642 года состязания по сумо стали проводиться при императорском дворе. В ритуально-спортивном сумо постепенно сложился набор определённых техник по броскам, толчкам и сваливаниям. Техника сумо была довольно проста и главный залог победы заключался в физической силе. И если в спортивном варианте сумо существовал запрет на использование самых опасных техник, то боевой вариант сумо использовался самураями для рукопашных схваток на поле боя.
- Ёрои-кумиути. Борьба в доспехах на основе техники сумо. Начала формироваться с X века. Техника ёрои-кумиути определялась конструкцией тогдашних японских доспехов оёрои и дуэльным кодексом самураев, который предписывал воинам вести бои один на один согласно установленным правилам. Борьба начиналась из положения сидя в седле после безрезультатной перестрелки из луков и часто приводила к падению обоих противников на землю, после чего борьба продолжалась уже в партере. Бой редко переходил в стойку, так как тяжелые доспехи и вес противника мешал воинам встать на ноги. В кумиути в дополнение к приемам борьбы для добивания противника активно использовались удары коротким мечом, ножом или кинжалом в щели между доспехами. Обычно противники старались левой рукой блокировать любые движения противника, а правой наносить удары оружием. Тяжелые, громоздкие, коробчатые доспехи ограничивали технический арсенал кумиути и делали малоэффективными удары ногами и руками. Тяжелые доспехи предопределили сходство техники кумиути с сумо — в стойке противники использовали толчки и сваливания. Активно использовались различные броски с падениями, после которых противника блокировали наваливанием сверху всей массой своего тела и доспехов. И хотя огромное значение по прежнему имели физическая сила, выносливость и вес бойца, главным фактором победы становилось знание особых приемов борьбы. Учитывались особенности доспехов: например при нападении на лежащего противника сзади рывком за козырек шлема вверх и назад открывалось горло врага для удара ножом или даже ломалась шея.
- Когусоку-дзюцу. Появилась на основе кумиути в XVI веке. В то время на смену немногочисленным конникам в тяжелых доспехах пришли массы рядовых пехотинцев с более легкими и открытыми доспехами когусоку. Это давало возможность использовать более богатый арсенал рукопашных техник, позднее перешедший в дзюдо и айкидо: броски через бедро, спину или плечо, перевороты противника вниз головой с опусканием черепом на мостовую, болевые приемы на локоть, колено и шейные позвонки. В дополнение к приемам борьбы использовались удары руками и ногами в неприкрытые доспехами части тела: круговой удар кулаком по почкам в обход туловища, «апперкот» в пах под юбку доспехов и удар пяткой или ребром стопы по колену. Продолжало активно использоваться малое оружие (ножи, кинжалы) для убийства противника, но наряду с ними появились приемы связывания для захвата пленных.
- Дзю-дзюцу. В начале XVII века происходит активное обобщение накопленного боевого опыта и формирование отдельных школ боевых искусств. С началом мирного периода Эдо начали формироваться многочисленные школы дзю-дзюцу по борьбе с невооруженным и не защищённым доспехами противником[4].

### Начало
Период японской истории между VIII и XVI веками был охвачен постоянной гражданской войной, и многие системы джиу-джитсу использовались, практиковались и совершенствовались на поле боя. Эта тренировка использовалась для победы над бронированными и вооруженными противниками. Самое раннее зарегистрированное использование слова «джиу-джитсу» произошло в 1530-х  годах и было придумано Хисамори Тенэнучи, когда он официально основал первую школу джиу-джитсу в Японии. Искусство джиу-джитсу берет своё начало в периоде Сэнгоку японской истории. Хисамори Такэноути, военный тактик и правитель провинции Мимасака, объединил различные военные искусства, которые использовались в ближнем бою в ситуациях, когда оружие оказывалось неэффективным. В отличие от соседних Китая и Кореи, боевые искусства которых сконцентрировались на ударных техниках, японские техники рукопашного боя сфокусировались на бросках, обездвиживании, блокировке и удушении, поскольку ударная техника неэффективна против доспехов. Кроме того некоторые оригинальные формы джиу-джитсу, такие как такэноути-рю, интенсивно использовали уворачивание и контратаки длинному холодному оружию, такому как мечи и копья, при помощи кинжалов и другого короткого холодного оружия. В начале XVII века в период Эдо джиу-джитсу получило стимул к развитию благодаря жестким законам против военных действий, наложенным сёгунатом Токугава, охваченным влиянием китайской философии неоконфуцианства, которая проникла в Японию в ходе Имджинской войны с Кореей и широко распространилось благодаря таким философам, как Фудзивара Сэйка. В это время оружие и доспехи превратились в домашние декорации, так что рукопашные бои процветали в качестве формы самообороны, и были созданы новые техники с учётом невооружённости противника. Китайские послы, направленные в Японию для установления мира и снижения уровня торговли Японии с Голландией, привезли в Японию китайское военное искусство ушу, и различные ударные техники были включены в джиу-джитсу. Однако в середине периода Эдо количество ударных техник серьёзно сократилось, поскольку они оказались менее эффективны и требовали много энергии, особенно сильные удары руками и ногами. Оставшиеся удары в основном были направлены в жизненно-важные точки тела, определённые китайской медициной, и жизненно-важные области выше плеч, обнаруженные в ранних техниках джиу-джитсу. В этот же период начали проводиться бои между различными школами джиу-джитсу, которые стали популярным времяпрепровождением для воинов при мирном едином правительстве. Из этих поединков в практику вошли рандори (англ. randori), свободные единоборства, получившие развитие в результате боев различных стилей разных школ без цели убить противника.

## Основной принцип
Джиу-джитсу относят к наиболее древним видам японской борьбы. Основной принцип джиу-джитсу — «не идти на прямое противостояние, чтобы победить», не сопротивляться, а уступать натиску противника, лишь направляя его действия в нужную сторону до тех пор, пока тот не окажется в ловушке, и тогда обратить силу и действия врага против него самого. Принцип этот связан с преданием о враче Сиробэе Акаяме, который однажды заметил, что ветки больших деревьев в бурю (по другим источникам — под тяжестью снега) сломались, а ветки ивы, поддавшись силе, затем поднялись и уцелели. Вдохновлённый этим наблюдением, врач позже основал первую школу джиу-джитсу, дав ей имя Ёсин-рю (школа ивы).

## Философские основы
В течение жизни человек строит и укрепляет 4 основные стены своей «крепости», это:
- здоровье;
- социальный аспект (общение с окружающими);
- Знание и Труд;
- духовность.

Подразумевается, что в случае крушения одной из стен жизнь человека может рухнуть, как карточный домик.
Поэтому формированием этих четырёх составляющих нужно начинать с самого раннего детства. Очень важно, чтобы ребёнок, к моменту его выхода во взрослую жизнь, имел надёжную опору и «крепость» с прочным фундаментом.
Занятие дзю-дзюцу призвано формировать стойкий, мужественный характер, совершенствовать лучшие человеческие качества.

## Основные особенности
Дзю-дзюцу развивалось среди самураев феодальной Японии как метод поражения вооруженного и противника в доспехах без использования оружия. Так как нанесение ударов противнику в доспехах было неэффективным, то наиболее действенные методы нейтрализации врага приняли форму заломов и бросков. Подобные техники были разработаны на основе принципов использования энергии атакующего против него самого, что предпочтительнее прямого противостояния.
Искусство дзю-дзюцу редко практиковалось в низших слоях населения, не имеющих права ношения оружия, так как техника его достаточно сложна в изучении и существовала только внутри школ (рю).
Дзю-дзюцу широко практиковалось в армии, его изучали самураи.
Наибольший расцвет дзю-дзюцу приходится на эпоху Токугава, когда после череды войн и смут настал продолжительный период мира. Тогда число рю достигало 700.
Основные отличия между школами заключались в постановке дыхания, базовых стойках и преобладании той или иной группы приемов.
Существует множество разновидностей дзю-дзюцу, что приводит к многообразию подходов. Школы дзю-дзюцу могут использовать все формы борьбы в той или иной степени (то есть, броски, захваты, заломы, удержания, выдавливания, укусы, высвобождения, удары руками, удары ногами). В качестве дополнения к дзю-дзюцу многие школы также обучали работе с оружием. Кроме названия «дзю-дзюцу» также использовался ряд других терминов: «тайдзюцу», «когусоку», «торидэ», «хакуда» и «явара» и даже «дзюдо».
Техника джиу-джитсу комбинирует броски, заломы, удушения, болевые приёмы, удары, воздействие на болевые точки. Главной целью древних стилей было, несомненно, эффективное убийство врага, основным направлением современного джиу-джитсу стала самозащита.

## Традиционные и современные школы
Несмотря на многие различия, общих черт в школах дзю-дзюцу было больше, что дало возможность создать в дальнейшем на его основе такие универсальные системы единоборств, как дзюдо и айкидо.

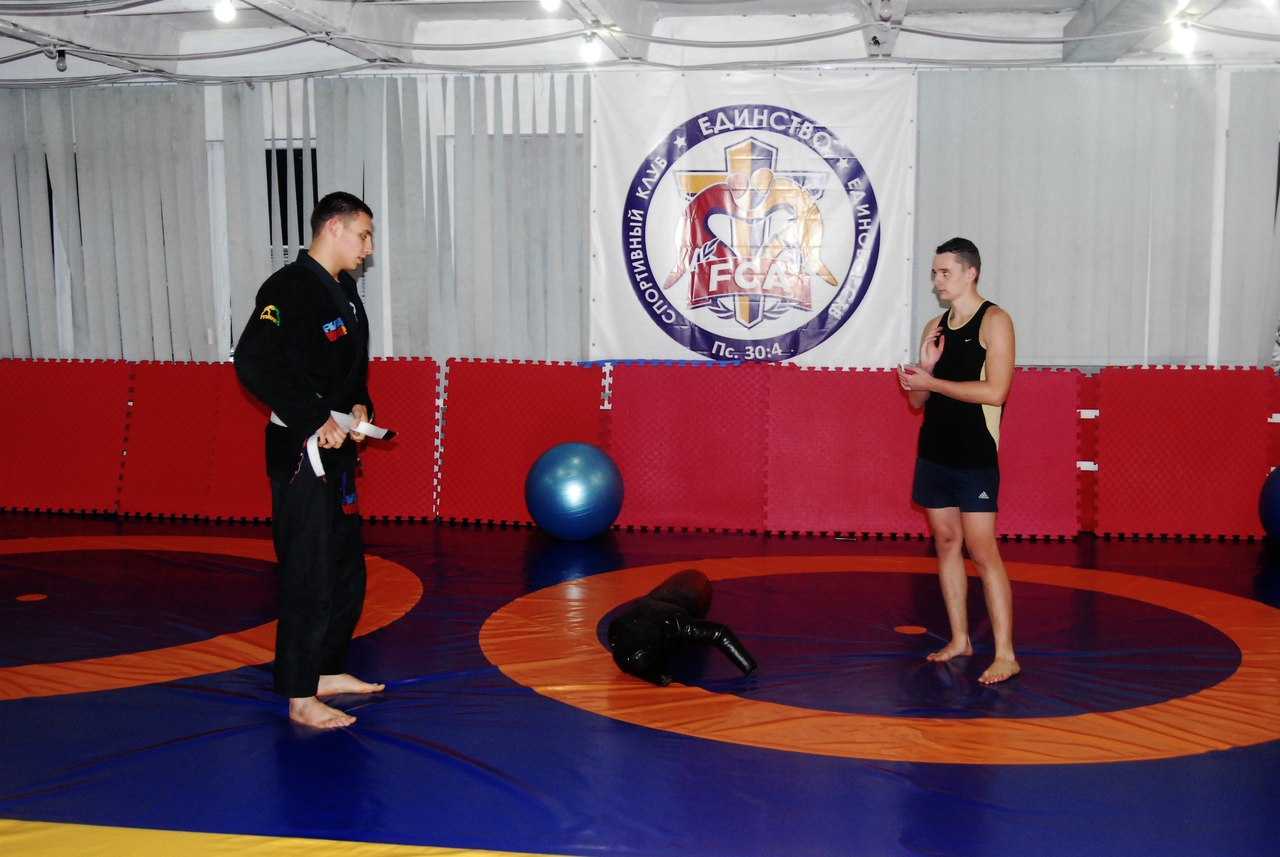

Дзю-дзюцу легло в основу Кодокан дзюдо (мастер Дзигоро Кано).
Традиционными (классическими) школами считаются те школы, которые в течение нескольких поколений мастеров существенно не изменялись и признаны культурно-историческим наследием в Японии. Обучение базируется на комплексе формальных упражнений (ката) и различных формах их реализации (рандори). Изучается как борьба без оружия, так и против вооруженного противника, фехтование в доспехах и без них, борьба в доспехах.
Современные школы создавались на базе традиционных.
Цели изменений:
- создание специализированных направлений (например, для полицейских);
- приспособление для современных ситуаций самообороны;
- создание спортивных направлений.

Сегодня в дзю-дзюцу изучаются самые разнообразные техники в той форме, в какой это изучалось сотни лет назад, а также в изменённой форме в спортивной практике. Приемы дзю-дзюцу состоят на вооружении спецслужб многих стран мира, призванных защищать человечество «от сил зла».

## Названия в русском языке
В России со времен русско-японской войны 1904—1905 гг. известно как «джиу-джитсу». Написание и произношение в форме «джиу-джитсу» следуют тогдашнему обычаю передачи японских слов через посредство английского языка и давно стали традиционными, хотя более поздняя система кириллической транскрипции непосредственно с японского (система Поливанова), принятая в академических кругах, воспроизводит это слово как «дзюдзюцу»

## «Джиу-джитсу» в России
У истоков джиу-джитсу в России стояли Б. Л. Солоневич, В. А. Спиридонов и другие. С 1937 года джиу-джитсу, как и любые восточные боевые искусства в СССР, было запрещено в директивном порядке. После 1937 года джиу-джитсу изучается только во внутриведомственном порядке и доступно исключительно органам госбезопасности (подробнее см. Физкультура и спорт в СССР#1937—1946: Период репрессий против спортивных единоборств, гимнастики и оздоровительных практик восточноазиатского происхождения).
В 1978 году в СССР вновь появляются джиу-джитсу и кобудо. Одним из первых популяризаторов джиу-джитсу в СССР и России был И. Б. Линдер. В 1979 году был проведен первый «тайкай» — официальные технические соревнования по технике дзюдзюцу (джиу-джитсу), кобудо, иайдо, которые проводятся непрерывно уже более 30 лет. В конце 1980-х годов Линдер был назначен главой официально аккредитованного представительства Международного Союза Боевых Искусств (Kokusai Budo Renmei) и ряда других японских организаций. После распада СССР, 1 февраля 1993 года Международный Союз Боевых Искусств (Kokusai Budo Renmei) был аккредитован как международная иностранная организация распоряжением РЗП Правительства № 002. В июне и сентябре 2009 года подписаны документы об аккредитации в России представительств Nippon Koden Bujutsu Renmei, Nippon Kobudo Kyokai с целью дальнейшего развития традиционных боевых искусств Японии в России. Документы об аккредитации на имя Администрации Президента РФ, Правительства РФ апостилированы МИД Японии, заверены посольством РФ в Японии и подтверждены аффидевитом ТПП РФ.